# Ien van den Heuvel
Ien van den Heuvel (ur. 7 sierpnia 1927 w Tiel, zm. 13 października 2010 w Heemskerk) – polityk, należąca do holenderskiej Partii Pracy, działaczka na rzecz pokoju, Posłanka do Parlamentu Europejskiego. Należała do Partii Pracy
Zasiadając w Parlamencie Europejskim była:
- Członkinią Partii Europejskich Socjalistów (1979-89), w latach 1979–1984 oraz 1987-89 pełniła funkcję wiceprzewodniczącego tejże frakcji politycznej;
- Członkinią Komisji ds. Kwestii Politycznych (1979-89),
- Członkinią Komisji ds. Instytucjonalnych (1982-84),
- Członkinią Komisji ds. dochodzenia w sprawie sytuacji kobiet w Europie (1982-84),
- Członkinią Komisji ds. Praw Kobiet (1984-87),
- Członkinią Delegacji ds. stosunków z państwami Ameryki Środkowej i Grupy Contadora (1985-89)[1].